# اندیس آنومالی بالابان
آنومالی بالابان یک اندیس فلزی است که در حوالی شهر دیزج استان آذربایجان غربی قرار دارد و مادهٔ معدنی موجود در آن، طلا است.سنگ میزبان این اندیس سنگ‌های اولترامافیک سرپانتینیتی شده، گدازه‌های بالشتی بازالتی، گابرو، کنگلومرا، شیل، ماسه سنگ، آهک است  در این اندیس، پاراژنز‌های شئلیت، کانیهای گروه سرب و روی، کرومیت، سینابر و نقره یافت می‌شوند.